# Gmina zbiorowa Eschede
Gmina zbiorowa Eschede (niem. Samtgemeinde Eschede) – dawna gmina zbiorowa położona w niemieckim kraju związkowym Dolna Saksonia, w powiecie Celle. Siedziba administracji gminy zbiorowej znajdowała się w miejscowości Eschede.

## Podział administracyjny
Do gminy zbiorowej Eschede należały cztery gminy:
1. Eschede
2. Habighorst
3. Höfer
4. Scharnhorst

## Historia
1 stycznia 2014 gmina zbiorowa została rozwiązana. Utworzono gminę samodzielną (niem. Einheitsgemeinde) Eschede. Pozostałe trzy gminy stały się jej dzielnicami.